# حارة أصبى (الكود)
 أصبى هي إحدى حارات حي صالح جميع بمدينة الكود التابعة لمحافظة أبين، بلغ تعداد سكانها 648 نسمة حسب تعداد اليمن لعام 2004.